# Нярычипылькы
Нярычипылькы (устар. Няр-Чибиль-Кы) — река в России, протекает по территории Красноярского края. Устье реки находится в 312 км по правому берегу реки Худосей. Длина реки составляет 23 км.

## Данные водного реестра
По данным государственного водного реестра России относится к Нижнеобскому бассейновому округу, водохозяйственный участок реки — Таз. Речной бассейн реки — Таз.
Код объекта в государственном водном реестре — 15050000112115300068865.